# Tèteriv
El Tèteriv (ucraïnès: Тетерiв; rus: Тетерев) és un riu d'Ucraïna, afluent per l'esquerra del riu Dnipró, que desemboca a l'embassament de Kíiv. Té una longitud de 365 km i la seva conca hidrogràfica és de 15.100 km². El riu és navegable a la part final del seu curs, a on s'ha construït també una central hidroelèctrica.
El riu neix als Alts del Dnipró i passa per les ciutats de Jytómyr (centre administratiu de l'òblast de Jytómyr, amb 277.900 hab. el 2005), Korostýxiv (26.068 hab. el 2001) y Ràdomyxl (15.300 hab. el 2001). Els seus principals afluents són els rius Hnylop'iat (90 km), Húiva, Zdvyj (145 km) i Irxà (128 km).